# Asus Eee Top

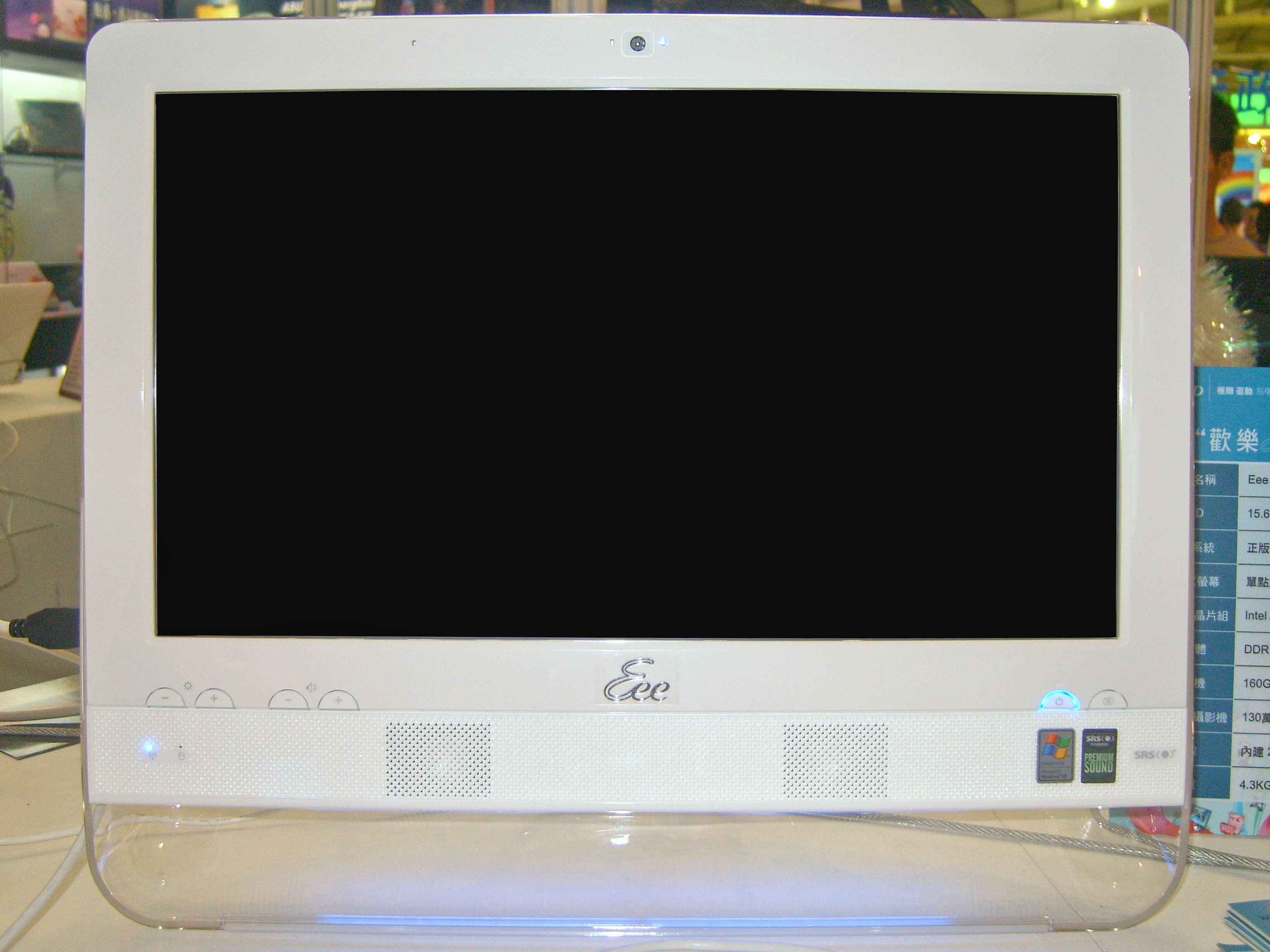
ASUS Eee Top

Asus Eee Top – nettop firmy ASUS. Dostępny jest w Polsce, modele: ET1602 i ET1603.

## Specyfikacja techniczna Asus Eee Top ET1602/1603
- Procesor: Intel Atom N270 o taktowaniu 1,6 GHz
- 1 GB pamięci operacyjnej
- Dysk HDD o pojemności 160 GB
- Wyświetlacz LCD (dotykowy): 15,6"
- Zintegrowany czytnik kart pamięci SD
- Karta graficzna: ET1602 – zintegrowana, ET1603 – ATI Mobility Radeon HD3450
- Windows XP Home zmodyfikowany przez firmę ASUS